# Glorification
Glorification este un EP al trupei suedeze de black metal Marduk. A fost lansat în anul 1996 de Osmose Productions .

## Tracklist
1. "Glorification of the Black God" (Remixed Version) – 4:50
2. "Total Desaster" (Destruction cover) – 3:49
3. "Sex with Satan" (Piledriver cover) – 4:13
4. "Sodomize the Dead" (Piledriver cover) – 2:07
5. "The Return of Darkness & Evil" (Bathory cover) – 3:20

## Componență
- Erik "Legion" Hagstedt - voce
- Morgan Steinmeyer Håkansson - chitară
- Bogge "B. War" Svensson - bas
- Fredrik Andersson - baterie